# Леопольд I (герцог Лотарингії)
Леопольд I Добрий (фр. Léopold Ier de Lorraine, dit le Bon, нім. Leopold von Lothringen; 11 вересня 1679 — 27 березня 1729) — герцог Лотаринзький та Барський у 1690—1729 роках, герцог Цешину у 1722—1729 роках, син герцога Лотарингії Карла V та принцеси з дому Габсбургів Елеонори Марії Австрійської, батько імператора Священної Римської імперії Франца I. Кавалер ордену Золотого руна.

## Життєпис
Леопольд народився 11 вересня 1679 у палаці Іннсбрука в Тиролі. Хлопчик став первістком в родині герцога Карла V Лотаринзького та його дружини Елеонори Марії Австрійської. Новонароджений отримав ім'я Леопольд Йозеф Карл Домінік Агапет Гіацинт. Перше ім'я було дане на честь Леопольда I, що став його хрещеним батьком.
Землі батька, герцогства Барське та Лотаринзьке, були захоплені Францією, і він був герцогом лише номінально. Карл V знайшов прихисток при австрійському дворі і став на службу імператору. Одружившись із його сестрою, він отримав посаду губернатора Тіролю. Тож дитинство Леопольда пройшло в Іннсбруку. Згодом в сім'ї з'явилося ще четверо синів та донька, що померла відразу після народження. Батько часто брав участь у походах проти турків. Сини виховувалися матір'ю, жінкою видатного розуму та суворого характеру.
Карл V раптово помер дорогою до Відня у 1690. 10-річний Леопольд успадкував титул герцога Лотарингії. Матір, всіляко намагаючись виконати волю чоловіка, робила все, щоб їхнім дітям були повернені законні вотчини. Так, вона зверталася до рейхстагу у Регенсбурзі. Леопольд в цей час здобував військову освіту у Відні під наглядом імператора. Він зростав разом з його синами Йозефом та Карлом.
У віці 18 років герцог став до лав армії. Під час війни за Пфальцьку спадщину, у 1697, він командував Рейнською армією.
Війна завершилася підписанням восени 1697 Рейсвейкського мирного договору. Його положеннями передбачалось повернення територій Лотарингії та Бару дому де Водемон. Леопольд урочисто в'їхав у Нансі 17 серпня 1698 року.
Для закріплення мирних відносин із Францією у віці 19 років Леопольд одружився із 22-річною французькою принцесою Єлизаветою Шарлоттою Орлеанською, небогою короля Людовіка XIV. Посагом нареченої стали 900 000 ліврів, що було істотним внеском до порожньої скарбниці герцогства. Весілля за домовленістю відбулося 13 жовтня 1698 у Фонтенбло. Церемонія вінчання пройшла 25 жовтня у Бар-ле-Дюк. Шлюб був укладений з політичних мотивів, однак, виявився щасливим та гармонійним. Із народженням дітей у Єлизавети Шарлотти проявилися великий материнський інстинкт та турботливий характер. За цей час у подружжя народилося дев'ятеро дітей.
Й надалі у зовнішній політиці Леопольд намагався підтримувати добрі стосунки із сусідньою державою, а також зробив Лотарингію нейтральною країною.

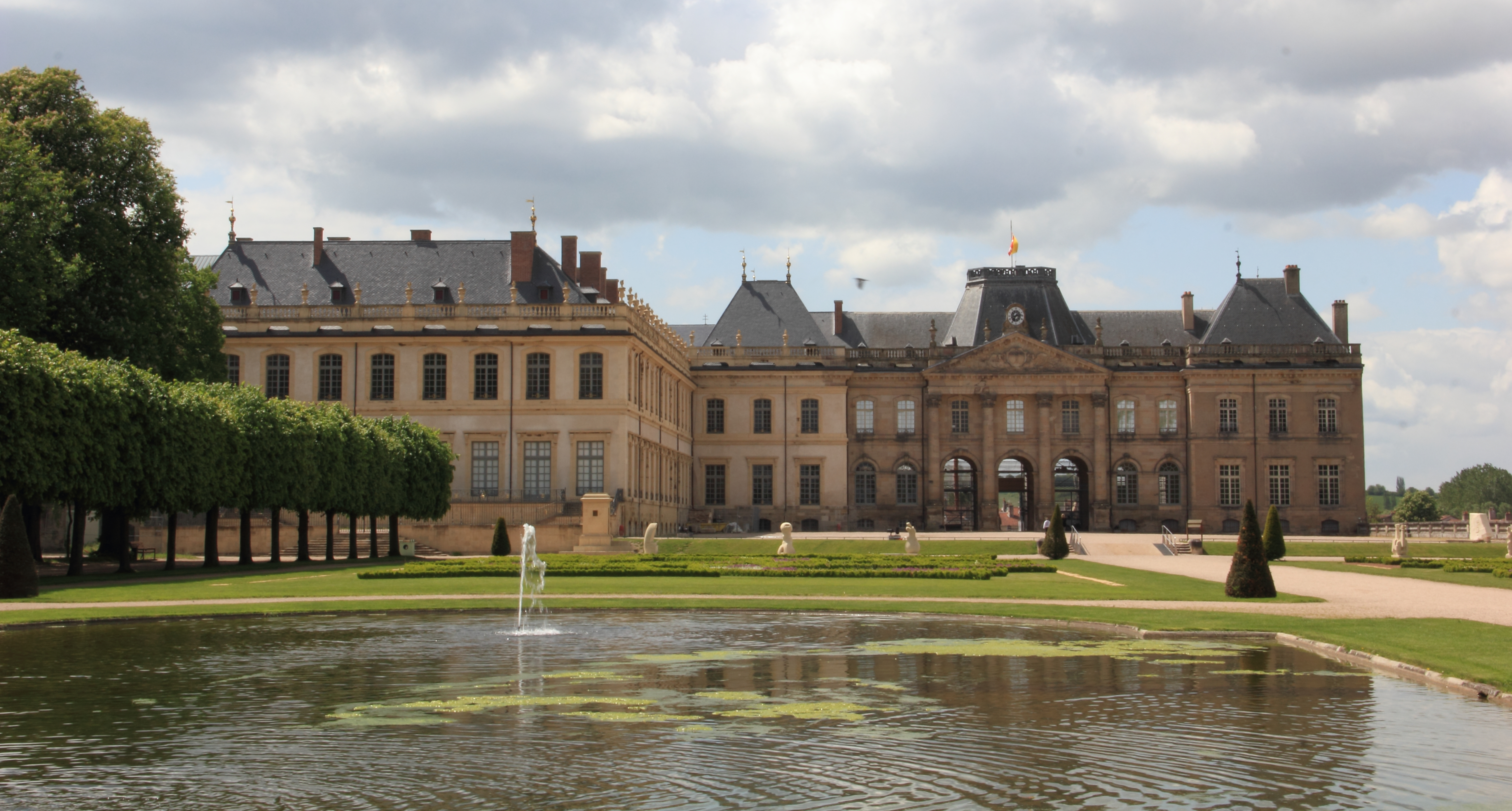
Люневільський замок

Не зважаючи на ці дипломатичні маневри, під час війни за іспанську спадщину в 1702 році столиця Лотарингії була окупована. Герцог переніс двір до Люневілю, оселившись в тамтешньому замку. Палац було відновлено та реконструйовано за моделлю Версаля за проектом Жермена Бофрана.
Ідея щодо створення нового замку в Нансі не була реалізована. Замість нього був реконструйований замок Ла Мальґранж, неподалік столиці, що став улюбленою резиденцією родини. Сприяв герцог і благоустрою Нансі. Були збудовані новий собор, театр опери, зміцнені укріплення. Леопольд також заснував академію скульптури та живопису.
Для підвищення престижу, Леопольд прийняв титул короля Єрусалиму, як нащадок Готфріда Буйонського. Як кузен імператора, він отримав право на предикат Його королівська високість та збільшив кількість своїх послів при іноземних дворах, в тому числі, і в Версалі.
Випущений у 1703 «Код Леопольда» («le Code Léopold») регламентував відношення уряду з духовенством в односторонньому порядку. Таке рішення було несхвально прийнято Римом. Відносини герцога з Папою Римським стали натягнутими.
У 1706 році герцог захопився 20-річною Анною Маргаритою де Лінвілль, дружиною свого друга дитинства Марка де Бово, і значно збагатив її сім'ю. Єлизавета Шарлотта, за порадою матері, продовжила жити із чоловіком в палаці. Після закінчення роману вони примирилися і в них народилося ще п'ятеро дітей. Епідемія натуральної віспи, на яку Леопольд раніше щасливо перехворів, 1711 року забрала життя спадкоємного принца Луї та двох доньок. Дорослого віку досягли п'ятеро дітей. Нащадки їхнього сина Франсуа Етьєнна живі й донині.
1708 року, після смерті Карла Фердинанда Гонзага, який доводився йому троюрідним братом, Леопольд претендував на Мотферратське герцогство. Однак, за Утрехтським миром 1714, воно було присуджене Савої.В 1722 році, як компенсацію, він отримав території Цешину.
У 1710 герцог із дружиною відвідали Париж з приводу вінчання Марії Луїзи Єлизавети Орлеанської із герцогом Шарлем Беррійським та були присутніми на бенкеті у Люксембурзькому палаці.
У 1719 Леопольд викупив графство Ліньї-ан-Барруа у свого родича Шарля Анрі де Коммерсі.
Щодо внутрішньої політики, то герцог відбудував країну, постраждалу після окупації та війн. Також всіма засобами сприяв зростанню чисельності населення, у тому числі, заохочував еміграцію. Сприяв розвитку торгівлі та коммерції і шляхом створення мануфактур. Намагався відмінити кріпосне право, але викупні платежі були занадто високими для селянства навіть тоді, коли були зменшені вдвічі. Тому, у переддень Нового 1719 року, герцог звільнив своїх кріпаків без викупу, сподіваючись, що дворянство наслідує його шляхетний приклад.

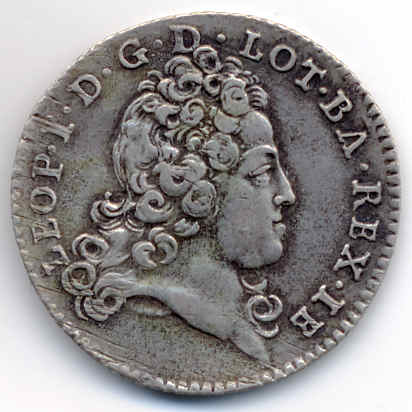
Монета Леопольда Лотаринзького

Леопольд оточив себе гідними талановитими людьми, які у державних справах виявляли старанність, розуміння та добру волю. Правосуддя під час його правління здійснювалося зразково. Він постійно консультувався з найкращими паризькими адвокатами у вирішенні складних правових питань.
Для впровадження централізації влади був реформований уряд, призначені чотири державні секретарі та п'ятдесят вісім прево, створено новий адміністративний поділ країни. Була реформована податкова система для підвищення продуктивності. Були відбудовані старі та прокладені нові дороги.
Наприкінці царювання Леопольда Лотарингія переживала часи благоденстваː була мирною, безпечною та процвітаючою. Правитель був дуже популярним серед населення.
Відносини з Францією після 1725 року ускладнилися, оскільки юний король Людовик XV узяв за дружину Марію Лещинську, а не доньку Леопольда Анну Шарлотту, як сподівались. Почали знову укріплюватися зв'язки з австрійським двором. Спадкоємний принц Франсуа Етьєнн вже проживав у Відні, здобуваючи академічну та військову підготовку.
У березні 1729 року герцог підхопив якусь гарячку під час прогулянки околицями Люневіля, і за кілька днів помер у Люневільському замку, оплакуваний своїми підданими, на 50-му році життя. Поховали його у герцогському склепі церкви Сен-Франсуа-де-Кордельєр у Нансі.
По собі Леопольд залишив пам'ять як про мирного та щедрого монарха, що сприяв процвітанню свого народу. Його син Франсуа Етьєнн став засновником династії Габсбургів-Лотарингів на престолі Священної Римської імперії. Єлизавета Шарлотта пережила чоловіка на 15 років. Кінець життя вона провела у замку Аруе в Коммерсі, дочекавшись дев'ятьох онуків. Похована, як і Леопольд, в церкві Сен-Франсуа-де-Кордельєр в Нансі.

## Родина

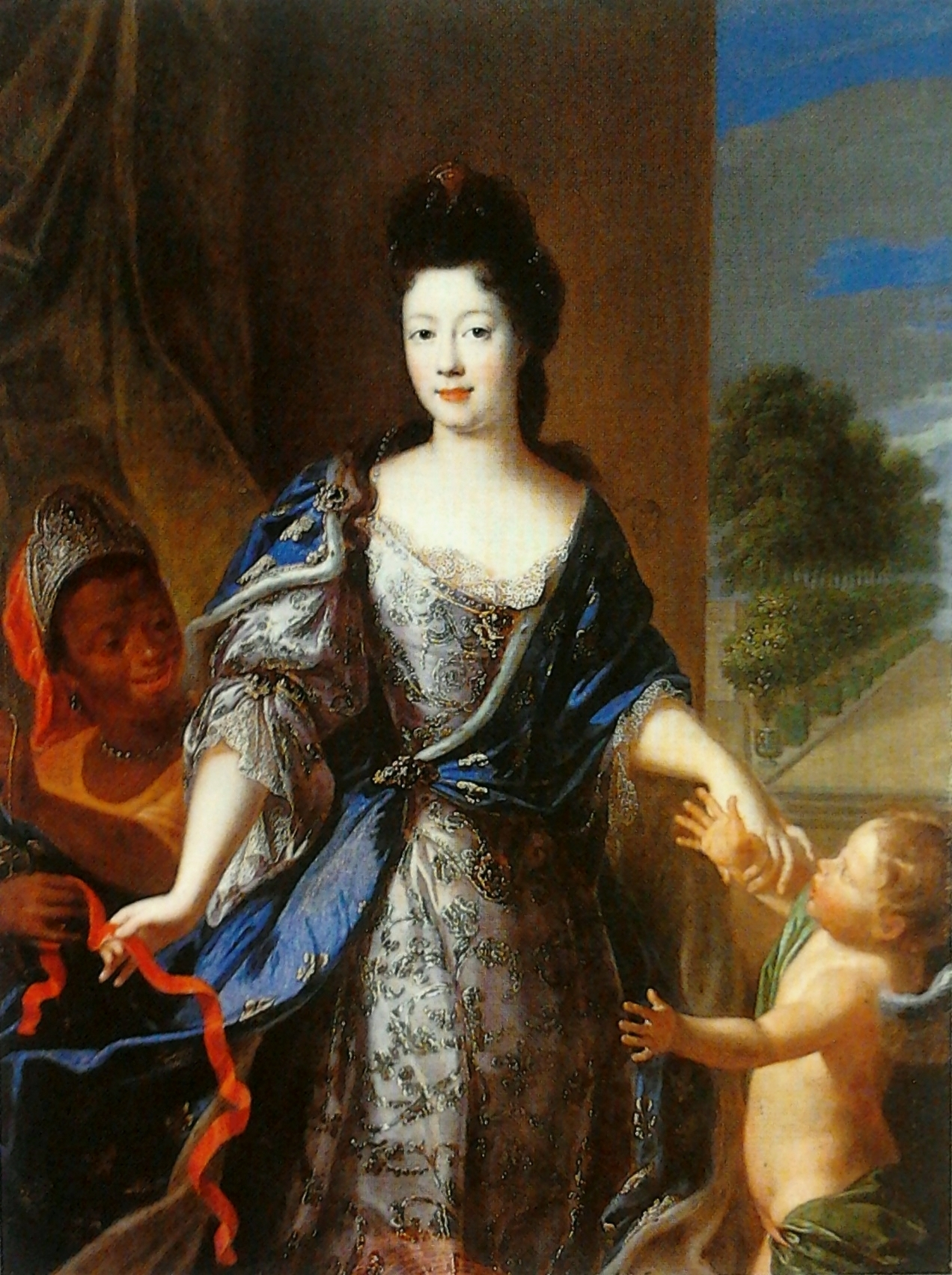
Єлизавета Шарлотта Орлеанська, портрет пензля П'єра Гобера, близько 1697 року

Дружина — Єлизавета Шарлотта Орлеанська
Дітиː
- Леопольд (1699—1700) — помер немовлям;
- Єлизавета Шарлотта (1700—1711) — пішла з життя під час епідемії віспи у віці 10 років;
- Луїза Крістіна (13—18 листопада 1701) — померла через п'ять днів після народження;
- Марія Габріела (1702—1711) — пішла з життя під час епідемії віспи у віці 9 років;
- Луї (1704—1711) — пішов з життя під час епідемії віспи у віці 7 років;
- Жозефіна Габріела (1705—1708) — померла у віці 3 років;
- Габріела Луїза (1706—1710) — померла у віці 4 років;
- Леопольд Клемент (1707—1723) — спадкоємний принц Лотарингії у 1711—1723 роках, був заручений з Марією-Терезією Австрійською, дітей не мав.
- Франсуа Етьєнн (1708—1765) — герцог Лотарингії у 1729—1737, герцог Цешину у 1729—1765, великий герцог Тоскани у 1737—1765, імператор Священної Римської імперії у 1737—1765 роках, був одружений з імператрицею Марією-Терезією, мав численних нащадків;
- Елеонора (4 червня—28 липня 1710) — померла невдовзі після народження;
- Єлизавета Тереза (1711—1741) — дружина герцога Савої та короля Сардинії Карла Еммануїла III, мала трьох дітей;
- Шарль Александр (1712—1780) — штатгальтер Іспанських Нідерландів у 1744—1780 роках, був одруженим з ерцгерцогинею Марією Анною Австрійською, мав позашлюбних нащадків;
- Анна Шарлотта (1714—1773) — неодружена, дітей не мала.

## Нагороди
- Орден Золотого руна № 561 (1690)